# منصور الجمري
منصور الجمري هو كاتب بحريني من مواليد بني جمرة 17 ديسمبر 1961 ينشر له عمود سياسي يومي في صحيفة الوسط البحرينية. كما ويساهم بشكل منتظم في غيرها من المنشورات حول مواضيع مثل السياسة وحقوق الإنسان في [البحرين]. وهو العضو المؤسس لـصحيفة الوسط البحرينية مع مجموعة من المستثمرين البحرينيين كثمرة من ثمرات المشروع الإصلاحي لملك البحرين بعد التصويت على ميثاق العمل الوطني في 2002 وكانت فكرة إنشاء صحيفة الوسط البحرينية تراود والده الشيخ عبد الأمير الجمري.
أعلنت «لجنة حماية الصحفيين» في نيويورك بتاريخ 4أكتوبر/ تشرين الأول 2011 أنها قررت تكريم رئيس تحرير صحيفة الوسط البحرينية منصور الجمري، مع ثلاثة صحافيين آخرين من بيلاروس والمكسيك وباكستان، وقدمت لهم الجائزة الدولية لحرية الصحافة للعام 2011 في نيويورك بتاريخ 22 نوفمبر 2011 ، وهي تكريم سنوي للصحافيين البارزين في الدفاع عن حرية الرأي والتعبير، والذين يلتزمون بالمهنية الدولية للعمل الصحافي والصدقيّة والنزاهة في تأدية واجبهم المهني. وفاز رئيس التحرير الدكتور منصور الجمري بجائزة تحقيق السلام من خلال الاعلام وفي 5 مايو 2012 وهي جائزة قدمها المجلس العالمي للصحافة في لندن.

## النشأة والتعليم
ولد منصور الجمري في البحرين في 17 ديسمبر 1961، والده هو الشيخ عبد الأمير وهو رجل دين شيعي كان زعيم المعارضة والأب الروحي للشيعة خلال انتفاضة التسعينيات في البحرين،  ووالدته هي «زهرة» وهي حفيدة الخطيب الشيعي عطية الجمري،  تزوج والده عندما كان يبلغ من العمر عشرون عامًا في البحرين في 1957،  وكانت والدته زهره تبلغ من العمر 16 عامًا عند الزواج.
سافرت عائلة الجمري بعد ولادته إلى مدينة النجف العراقية حيث أكمل والده تعليمه الديني،  وكانت عائلة الجمري حينها مكونة من والديه وأخيه محمد البالغ من العمر عامين،  ودرس لمدة خمس سنوات في مدرسة الطالبية الابتدائية التي درس فيها بعض البحرينيين مثل سامي الابن الأكبر لعيسى قاسم،  أمضى منصور وإخوته معظم يومهم في الاستماع إلى القصص التي ترويها والدتهم أو اللعب بالطائرات الورقية،  وفي سن التاسعة بدأ الصلاة وصيام رمضان.
يصف الجمري في كتابه «ذكريات غير متناثرة عن النجف» وضع العراق بعد صعود حزب البعث في 1968،  وكتب أن «أكبر مأساة» شهدها كانت ترحيل الإيرانيين وبعضهم من جيرانه،  وكان الجمري وزملاؤه في المدرسة يجبرون في كثير من الأحيان على المشاركة في الاحتجاجات المؤيدة والمناهضة للبعث.
كانت أولى ذكريات الجمري في البحرين أثناء زيارته لوالده في شهر رمضان،  وفي عام 1973 عاد الجمري إلى البحرين مع أسرته بعد أن قضى 11 عامًا من حياته في العراق. وقال إن قرار والده بالعودة إلى البحرين كان «أفضل خبر تلقاه على الإطلاق» وأن البحرين تمثل «الحرية والبهجة الأبدية» بالنسبة له.
تخرج الجمري من الثانوية العامة الفنية في عام 1978،  وسافر إلى المملكة المتحدة في العالم التالي لمواصلة تعليمه العالي بعد حصوله على منحة دراسية من وزارة التربية والتعليم،  درس منصور الهندسة الميكانيكية في جامعة غرب اسكتلندا وحصل منها على درجة الدكتوراه، 
خلال زيارته للبحرين في 1980 أستجوبته قوات الأمن، وفي عام 1982 سحبت جواز سفره لمدة عام،  وعاد إلى بريطانيا في 1987 وحصل على جنسيتها،  حيث عاش في المنفى الاختياري لمدة 14 عامًا، وهناك واصل دراسته وأصبح متحدث باسم المعارضة التي تتخذ من لندن مقراً لها، وكان "ضيفًا متكررًا على وسائل الإعلام الدولية مثل البي بي سي.
تروج الجمري من ريم خليفة وهي كاتبة عمود ومراسلة تعمل في صحيفة الوسط ووكالة أسوشيتد برس، وهي تتبع المذهب السني،  وعائلتها يسارية،  وقد وصفتها صحيفة نيويورك تايمز بأنها «امرأة ذات أذواق غربية».

### المؤهلات العلمية
- دكتوراه في الهندسة الميكانيكية من جامعة بايزلي البريطانية 1992.
- ماجستير في الإدارة من جامعة بريستول البريطانية 1998.
- ماجستير في التصميم الهندسي الميكانيكي لمعدات المصانع الكيميائية من كلية بايزلي التكنولوجية - بريطانيا 1988.
- بكالوريوس في الهندسة الميكانيكية من كلية بايزلي التكنولوجية - بريطانيا 1987.
- مهندس قانوني Chartered Engineer.